# IP無線
IP無線（アイピーむせん）とは、携帯電話網や自営無線でパケット通信機能を使い、デジタルデータや音声をVoIP化して伝送する移動体通信サービスである。
IPトランシーバー・PoC (Push-to-Talk over Cellular) とも呼ばれる。JAL、JR東海、江ノ島電鉄が導入している。

## 概要
仕組みとしては携帯電話のインターネット回線を使用して、従来の無線機と同じ機能を実現した製品・サービスである。形状はアプリ型、専用機車載型、専用機携帯型がある。
音声通信は無線機と同じプレストーク（プッシュ・ツー・トーク）方式と双方向通話方式がある。個別呼出・グループ呼出・一斉呼出・近隣呼出も可能。
日本では2018年（平成30年）3月のMCA無線の完全デジタル化・周波数帯変更と、この周波数帯を新たに使用する電気通信事業者の移行促進措置などの理由から普及した。携帯電話は道路交通法により運転中に使用することは禁止されているが、トランシーバ（IP無線）は3G、LTE回線を利用しても車載機としての扱いとなるため、運転中でも使うことが可能である。これは車載型トランシーバ（車載型IP無線）の利用者には大変魅力的なものである。
また、IP無線アプリの普及により、スマートフォンに専用のマイク等を接続することでIP無線として利用することに関して、2019年4月22日に経済産業省が国家公安委員会に確認を求めた結果、2019年5月22日付けにて、「自動車又は原動機付自転車の運転中に、照会書に記載の方法で「ハンズフリー」又は「PTT機能」を用いて通話する行為は、道路交通法（昭和35年法律第105号）第71条第5号の5の規定に違反する行為に当たらないものと解される。」と回答がなされた。
携帯電話の場合、通信料金はNTTドコモは「従量データプラン」・「定額データプラン」を使用するが、ソフトバンク（旧・ソフトバンクテレコム）は専用の料金プラン「IP無線機専用プランフラット2」「IP無線機専用プランステップ」を用意している。
かつては、NTTドコモがプッシュトーク、auがHello Messenger、ソフトバンクモバイル（現・ソフトバンク）がS!一斉トーク（旧 サークルトーク）という類似の音声通信サービスを一般向けに提供していたが各社ともに2011年（平成23年）9月30日までに終了している。
従来は専用機のみだったが、IP無線アプリが登場してからアプリでも導入が拡大している。専用機を必要とする利用シーンと、アプリを必要とする、すなわち、業務に利用するスマートフォンとタブレット、PCでIP無線を実現するという利用シーンの2つが広がっている。また、京セラやキャタピラー社が自社のスマートフォンをIP無線アプリに対応させ、IP無線発信ボタンをつけた製品を販売している。

## 他システムとの比較
タクシー無線やMCA無線と比較して、以下のような特徴がある。
- GPS位置情報・画像・測定値等のデジタルデータの送受信が容易。
- 遠隔地に設置したテレメータの操作、測定データの送受信が可能。
- 同一周波数でも複数のチャンネルを設けることができ、同時通信ができる。
- 通信方式によっては、1秒未満の遅延が発生する（ただし使用目的の性質上、ほぼ問題にならない）。

携帯電話網を使用する場合は、以下のような利点もある。
- 無線局の免許申請や無線従事者の配置が不要。
- 業種・用途の制限がない。
- 中継局・制御局が不要で、移動局の料金も定額制・従量制が選択できる。
- 移動体通信事業者が整備した携帯電話網を使用するため、通信設備の設置費用・維持費が削減できるほか、携帯電話基地局の圏内であれば屋内外、地上地下問わず全国で通信ができる。
- MCA無線の災害対策機関に対する優先接続に相当する制度は無く、イベント時・災害時など、携帯電話網の輻輳の影響を受けるが、パケット通信を使用するため、音声通信より影響は少ない。
- 音声品質が向上する。
- 音声を文字にする機能、動画を送信する機能等、無線機には実現できない機能を実現できる。
- 基地局（サーバー）を国内各地、海外に設置し、広域な冗長化構成を取ることができる。

## 主な機種
- SoftBank IP無線機シリーズ（製造 西菱電機、販売 ソフトバンク） - ソフトバンクの3G・4G・4G LTE回線を使用　車載機：601SJ   ハンディ機：301SJ
- VehicLinkシリーズ（製造・販売 西菱電機） - NTTドコモのFOMA網を使用
- SmaTalkシリーズ（製造・販売 株式会社城山） - NTTドコモのFOMA網を使用　スマートフォン型
- Voice Packetransceiverシリーズ（製造・販売 モバイルクリエイト） - NTTドコモのFOMA網を使用
- COSMO TALKシリーズ（製造・販売 サークル・ワン） - NTTドコモのFOMA網を使用
- J-Mobile（NEXNET2シリーズ：Premium TalkおよびMotoTalk プラットフォーム）（製造・販売 J-Mobile） - NTTドコモの通信網を使用
- IPシリーズ（販売 アイコム・インフォメーションタスクフォース） - NTTドコモの3G・LTE回線とauの4G LTE回線を使用
- buddycom -バディコム- 次世代トランシーバー・インカムアプリ[10] (製造・販売 サイエンスアーツ[11])  - 各通信事業者の通信網を使用 スマートフォンを利用したIP無線アプリ
- NTKIPシリーズ[12] （製造：新潟通信機） - NTTドコモのFOMA網を使用。主にバス、タクシーのGPSAVM配車向け業務用IP無線機
- スカイトランシーバー[13] （製造・販売 NECネッツエスアイ）- 各通信事業者の通信網を使用 スマートフォンを利用したIP無線アプリ

## 主な導入実績
- SoftBank IP無線機シリーズ（製造 西菱電機、販売 ソフトバンク） - ソフトバンクの3G・4G・4G LTE回線を使用
  - チェッカーキャブ無線協同組合（チェッカーモバイル2）、コンドルタクシー、我孫子市、赤帽大阪府軽自動車運送協同組合
- Voice Packetransceiverシリーズ（製造・販売 モバイルクリエイト） - NTTドコモのFOMA網を使用
  - あすか交通、武井観光、熊本県下球磨地区の人吉下球磨消防本部および6市町村
- Buddycom - バティコム（製造・販売 サイエンスアーツ） - 各通信事業者の通信網を使用 スマートフォンを利用したIP無線アプリ
  - 東海旅客鉄道、イオンリテール、JALエンジニアリング